# شاویه کوگات
شاویه کوگات (انگلیسی: Xavier Cugat؛ ‏۱ ژانویهٔ ۱۹۰۰) رهبر گروه موسیقی و آهنگساز اسپانیایی-آمریکایی بود. وی بین سال‌های ۱۹۲۵ تا ۱۹۹۰ میلادی فعالیت می‌کرد.
از فیلم‌ها یا برنامه‌های تلویزیونی که وی در آن نقش داشته است، می‌توان به بیوه سرمست و کشتی راهنما اشاره کرد.